# Wildhaus
Wildhaus es una localidad y antigua comuna suiza del cantón de San Galo, ubicada en el distrito de Toggenburgo, comuna de Wildhaus-Alt St. Johann. Limitaba al norte con las comunas de Hundwil (AR), Schwende (AI) y Rüte (AI), al este con Sennwald y Gams, al sur con Grabs, y al oeste con Alt Sankt Johann y Nesslau-Krummenau.
Wildhaus fue una comuna independiente hasta el 31 de diciembre de 2009, ya que actualmente es una localidad perteneciente a la nueva comuna de Wildhaus-Alt St. Johann.